# 蔡欣
蔡欣（1969年10月—），女，汉族，台湾嘉义人，中华人民共和国政治人物。现任天津市第一轻工业学校美术与电商教学部教师，台盟天津市委主委。第十四届全国政协委员。